# Čižapka
Čižapka (rusky Чижапка) je řeka v Tomské oblasti v Rusku. Je 511 km dlouhá. Povodí má rozlohu 13 800 km².

## Průběh toku
Protéká Vasjuganskou rovinou. Ústí zprava do Vasjuganu (povodí Obu) na 114 říčním kilometru.

## Vodní režim
Zdrojem vody jsou převážně sněhové srážky. Průměrný průtok vody ve vzdálenosti 24 km od ústí činí 85,5 m³/s. Zamrzá na konci října až v listopadu a rozmrzá na konci dubna až v květnu. Od května do července dosahuje nejvyšších vodních stavů.

## Využití
Vodní doprava je možná do vzdálenosti 108 km od ústí.